# Lucie Coenen
Lucy Adeline Justine (Lucie) Coenen (Utrecht, 14 januari 1871 – aldaar 15 februari 1924) was een Nederlands zangeres. Haar stembereik was mezzosopraan.
Ze was dochter van musicus Cornelis Coenen en Geertruida Wilhelmina Wijnnobel. Ze trouwde in 1907 met spoorwegambtenaar Hendricus Heijkamp. Ze woonde haar laatste jaren aan de Weerdsingel Westzijde in Utrecht.
Ze kreeg haar muziekopleiding van Anna Fles, Hutchinson (deel van de Hutchinson Family Singers en leerlinge van Jenny Lind) in Londen  en Aaltje Noordewier-Reddingius. In 1899/1900 maakte ze deel uit van het Amsterdamse a capella-koor van Johan Messchaert, waarin onder meer ook Johan Rogmans en Gerard Zalsman. In 1901 viel ze in voor Noordewier-Reddingius, waarbij de Utrechtse Courant haar omschreef als “onder de beste Nederlandsche sopraanzangeressen” Ze gaf talloze uitvoeringen door het gehele land met uitstapjes naar het buitenland zoals de Salle Erard te Parijs (1902). Van 1903 tot en met 1906 stond ze vijf keer in het Concertgebouw onder dirigenten als Anton Tierie, Willem Mengelberg en Gustav Mahler (Das klagende Lied). In 1905 zong ze mee als bloemenmeisje tijdens een uitvoering van Parsifal van Richard Wagner. Andere zangeressen waren Marie Haagmans, Tilia Hill (Johanna van Linden van den Heuvell), Fredy Groneman, Dagmar Lund en Leonie Viotta-Wilson. Aan het eind van haar actieve leven was ze zanglerares in Arnhem en Nijmegen te vinden, bijvoorbeeld aan de muziekschool (School voor Toonkunst), waar ook haar vader werkte.